# Van Haersolte

Wapen: In goud drie zwarte kepers. Een aanziende helm; wrong zwart en goud; dekleden goud en rood; helmteken, drie zwarte lisdodden met gouden stengels; schildhouders, twee omziende gouden griffioenen met geopende, naar boven gerichte vlucht, de staart tussen de achterpoten doorgeslagen, rood getongd; het geheel geplaatst op een groene arabesk; wapenspreuk OMNIA TEMPUS HABET ("De tijd omvat alles") in zwarte letters op een groen lint.

Van Haersolte (ook: Van Haersolte tot/van den Doorn, Van Haersolte tot/van Yrst en Van Haersolte tot/van Haerst) is een oud adellijk geslacht uit Overijssel waarvan leden sinds 1814 behoren tot de Nederlandse adel van het koninkrijk.

## Geschiedenis
De stamreeks begint met Goedert van Haersolte die vanaf 1433 wordt vermeld en tussen 1461 en 1464 overleed. In vroeger eeuwen verschenen leden al ten landdage of hadden zitting in de Ridderschap.
Bij Souverein Besluit van 28 augustus 1814 werden twee, later nog een derde lid van het geslacht benoemd in ridderschappen waarmee zij en hun nageslacht gingen behoren tot de Nederlandse adel. In 1819 werd bij KB de titel van baron(es) voor leden van het geslacht erkend. Daarna bekleedden leden van dit geslacht posities op lokaal, provinciaal en landelijk bestuursniveau terwijl ze ook ambassadeur, jurist of hoogleraar werden, of dezulken aantrouwden.
In 1994 waren er nog vier mannelijke telgen in leven, geboren in 1961 (de chef de famille, toen nog zonder kinderen, sinds 2002 vader van zoon Willem), Roelof Arent Volkier baron van Haersolte (1919-2002) die geen nageslacht had, en een geboren in 1899 met diens zoon geboren in 1947, welke laatste ongehuwd was.

## Enkele telgen
Goert van Haersolte (16e eeuw)
- Derck van Haersolte tot Yrst (1674-1740)
  - Willem van Haersolte, heer van Yrst (1718-1791), bestuurder in Gelderland
    - Henriëtte Geertruyd Theodora Joachmina Wilhelmina van Haersolte, vrouwe van Yrst (1752-1836); trouwde in 1776 met Volkier Rudolph baron Bentinck tot Schoonheeten, heer van Schoonheeten en Yrst (1738-1820), luitenant-generaal, adjudant van prins Willem V en landcommandeur van de Duitse Orde

Mr. Harmen van Haersolte (†1623), burgemeester van Zwolle
- Arent van Haersolte (†1637), drost van Bredevoort
- Wilhelm van Haersolte, heer van Elsen (†1646), kapitein, drost en richter van Bredevoort
  - Anthony van Haersolte, heer van Elsen (1640-1701), drost van Vollenhove
    - Anthoni Swier van Haersolte, heer van Elsen enz. (1690-1733), kwartierschout, raad ter admiraliteit
      - Coenraad Willem van Haersolte, heer van Elsen, enz. (1727-1799), ambtsjonker, gedeputeerde ter Staten-Generaal, raad ter admiraliteit
        - Anthony Frederik Robbert Evert baron van Haersolte, heer van Staverden (1756-1830), burgemeester van Harderwijk en lid Staatsbewind
          - Jhr. Gerard Godert Anthony Swier van Haersolte (1790-1819), officier, belastingontvanger
            - Catharina Jacoba Johanna van Haersolte (1816-1863); trouwde in 2e echt met mr. Gerrit Willem baron van Zuylen van Nievelt (1807-1881), lid van de gedeputeerde staten van Gelderland, burgemeester van Barneveld

          - Jkvr. Carolina van Haersolte (1791-1817); trouwde in 1813 met mr. Jacob Hendrik graaf van Rechteren, heer van Appeltern (1787-1845), gouverneur van Overijssel, Tweede Kamerlid
          - Agatha barones van Haersolte (1798-1876); trouwde in 1817 met mr. Gerard van Eck (1785-1857), burgemeester van Rozendaal

        - Antony Coenraad Willem baron van Haersolte, heer van den Doorn, Zuthem en Haerst (1760-1820), kolonel, lid Grote vergadering van Notabelen lid van de ridderschap, provinciale en gedeputeerde staten van Overijssel
          - Mr. Coenraad Willem Antoni baron van Haersolte, heer van den Doorn, Zuthem en Haerst (1783-1862), lid vroedschap van Zwolle, rechter
            - Johan Christiaan baron van Haersolte van Haerst (1809-1881), marineofficier, burgemeester en lid van de Tweede Kamer
              - Anna Adriana barones van Haersolte van Haerst (1842-1917); trouwde in 1863 met mr. Albert Johan Roest (1837-1920), Commissaris van de Koningin
              - Mr. Coenraad Willem Antoni baron van Haersolte tot Haerst (1845-1925), rechter
                - Johan Christiaan baron van Haersolte (1873-1932), burgerlijk ingenieur
                  - Mr. Coenraad Willem Antoni baron van Haersolte (1909-1974), ambassadeur
                    - Mr. Johan Christiaan baron van Haersolte (1961), jurist bij het T.M.C. Asser Instituut, de Raad van State, juridisch adviseur, sinds 2024 lid van de Hoge Raad van Adel, chef de famille

                - Ernst Frans baron van Haersolte (1887-1966), secretaris Nederlandse Spoorwegen; trouwde in 1916 met Jacoba Gijsberta de Lange (1897-1974), schilderes
                  - Jacoba Elisabeth barones van Haersolte (1917-2011), kunstschilder en beeldhouwer; trouwde in 1939 met François Marinus van Panthaleon baron van Eck (1908-1993), burgemeester
                  - Mr. Coenraad Willem Antoni baron van Haersolte, heer van Haerst (1920-1980), officier van justitie en bewoner van huis Te Haerst in Hasselt

              - Johan Christiaan baron van Haersolte van Haerst (1854-1889)
                - Joan Walrave baron van Haersolte van Haerst (1887-1967), nationaalsocialist
                  - Simonette Maria barones van Haersolte van Haerst (1914-1990); trouwde in 1937 met haar achterneef mr. Coenraad Willem Antoni baron van Haersolte (1909-1974), ambassadeur; trouwde in 1946 met mr. Justinus Egbertus Hendericus baron van Nagell (1882-1963), diplomaat

            - Honnoré Antoon Dorus Idzerd baron van Haersolte, heer van Zuthem (1811-1887), belastingontvanger, lid provinciale staten van Overijssel
              - Mathilde Paulina Cornelia Adriana barones van Haersolte (1839-1929); trouwde in 1879 met mr. Jan Willem Jacobus baron de Vos van Steenwijk (1827-1897), lid Tweede Kamer
              - Coenraad Willem Antoni baron van Haersolte, tot Zuthem (1842-1891), burgemeester en secretaris van Zwollerkerspel
                - Mr. Johan Frederik baron van Haersolte (1880-1957), lid gemeenteraad en wethouder van Zwolle, dijkgraaf, kamerheer i.b.d. van koninginnen Wilhelmina en Juliana, lid van de Hoge Raad van Adel; trouwde in 1916 met jkvr. Ernestine Amoene Sophie van Holthe tot Echten (1890-1952), letterkundige en winnaar van de P.C. Hooft-prijs (1947)
                  - Prof. dr. Roelof Arent Volkier baron van Haersolte (1919-2002), hoogleraar wijsbegeerte; trouwde in 1957 met drs. Anna Jantina Lutgerdina Dijk (1911-1991), beeldhouwster, en trouwde in 1993 met prof. dr. Martina van Vliet (1922-2008), hoogleraar staats- en administratief recht

              - Geertruijd Agnes barones van Haersolte (1861-1901); trouwde in 1886 met prof. dr. Aart Jan Theodorus Jonker (1851-1928), predikant en hoogleraar godgeleerdheid te Groningen

            - Johanna Elisabeth barones van Haersolte (1813-1864); trouwde in 1834 met mr. Wibo Bernhardus Buma (1807-1848), politicus

        - Johan Willem Simon van Haersolte (1764-1817), lid Staten-Generaal, Vertegenwoordigend Lichaam en Vergadering van Notabelen; zijn nog levende kinderen werden in 1819 erkend te behoren tot de Nederlandse adel met de titel van baron(es)
        - Frederik Benjamin van Haersolte (1765-1816), officier; zijn nog levende kinderen werden in 1819 erkend te behoren tot de Nederlandse adel met de titel van baron(es)
          - Anna Luthera Elisabeth Josephine barones van Haersolte (1799-1853); trouwde in 1821 met prof. dr. Johannes Lenting (1790-1843), hoogleraar te Groningen
          - Coenradina Henriëtta barones van Haersolte (1813-1880); trouwde in 1843 met mr. Godard Philip Cornelis baron van Heeckeren van Waliën (1791-1853), burgemeester van Zutphen

## Trivia
Bij restauratiewerkzaamheden in de Grote Kerk van Zwolle werd in 2020 een grafkelder gevonden, die volgens de stadsarcheoloog Michael Klomp toebehoorde aan de familie Van Haersolte.